# Řecké jméno

Podpis básníka Konstantina Kavafis (Κ. Π. Καβάφης), prostřední P. je pro patronymické Petrou, tj. Petrův

Konvence skládání řeckého jména je obdobná jako ve zbytku západního světa, skládá se z rodného jména a příjmení (rodinného jména), na pozici druhého jména v Řecku objevuje též patronymikon, které se v praxi užívá méně.
Tradice řeckého systému sahá hluboko do antiky, kde jsou doložena jak mononymická oslovení, tak jména doplněná jmény rodičů (patronyma), míst původu či zaměstnání. Velký vliv zanechala též byzantská doba, kdy velkou oblibu získala jména křesťanská (biblická) a také započala tradice dědičných rodinných jmen. Vlivy zanechala také muslimsko-osmanská nadvláda.
Systém jmen je doposud znatelně ovlivněn kathareusou (normou z 19. století, kdy došlo ke kodifikaci jmen). Systém též zná přechylování, ženy užívají genitivní podobu mužského příjmení. Ženy mohou a nemusí změnit jméno při svatbě. Např. Aliki Diplarakou (Αλίκη Διπλαράκου), má příjmení odvozené od nominativu Diplarakos (Διπλαράκοσ).

## Části jména

### Příjmení

#### Koncovky
U příjmení končících v nominativu na -os („-ος“) končí -u („-ου“, uplatňuje se etymologičtější přepis -ou), dále v nominativu končící na -is („-ης“), -as („-ας“) se genitiv tvoří koncovkou -i, -e, -a (tedy odtržením písmena s „ς“). U některých jmen zakončených na -is se podle kathareusy skloňují -u.